# Porsche 911 GT3 RSR (997)
Chronologie des modèles (2006-2012)
Porsche 911 GT3 RSR (996) Porsche 911 RSR (991)
La Porsche 911 GT3 RSR (997), souvent appelée Porsche 997 GT3 RSR, est une automobile de compétition développée par le constructeur allemand Porsche pour courir dans les catégories LM GT2, puis LM GTE de l'Automobile Club de l'Ouest et de la Fédération Internationale de l'Automobile. Elle est dérivée de la Porsche 911 GT3 (997), d'où elle tire son nom.